# Calpan (kommun i Mexiko)
Calpan är en kommun i Mexiko.   Den ligger i delstaten Puebla, i den sydöstra delen av landet, 80 km sydost om huvudstaden Mexico City.
Följande samhällen finns i Calpan:
- San Andrés Calpan
- Pueblo Nuevo
- Tepectipa
- El Palmar